# Centre de Recherche et de Documentation sur l'histoire contemporaine du Brésil
Le Centre de recherche et de documentation sur l'histoire contemporaine du Brésil (en portugais : Centro de Pesquisa e Documentação de História Contemporânea do Brasil, CPDOC) est un institut de recherche et d'enseignement supérieur brésilien qui dispose d'une base de données de documentation et d'archives personnelles sur l'époque contemporaine de l'histoire du Brésil.
Le CPDOC est lié à la fondation Getúlio Vargas et travaille sur des recherches multidisciplinaires dans les domaines des sciences sociales, des sciences politiques, des relations internationales et de l'histoire.

## Histoire
Le Centro de Pesquisa e Documentação de História Contemporânea do Brasil (Centre de recherche et de documentation d'histoire contemporaine du Brésil, CPDOC) est créé en 1973 à Rio de Janeiro, où est toujours situé son siège social.
En 1988, le CPDOC crée la revue Estudos Históricos, classée A1 selon les critères Qualis (pt). En 2009, la revue Mosaico est à son tour lancée, avec une orientation académique axée sur les sciences sociales.
En plus du Programme de Troisième Cycle en Histoire, Politique et Biens Culturels (PPHPBC), activé en 2003, l'institution propose des Masters Professionnels en Biens Culturels et des formations lato sensu, telles que le Master of Business Administration (MBA) en Relations Internationales. Un cursus de licence en sciences sociales a également été ouvert.
Le CPDOC compte des chercheurs tels qu'Oliver Stuenkel (pt), Matias Spektor (pt), Jairo Nicolau (pt) et Elena Lazarou.

## Archives
La collection des archives est estimée à plus de 2 millions de documents et est composée de manuscrits, de documents imprimés, de photographies, de disques, de films et de bandes audio, et utilise la base de données Accessus,. À travers le Programme d'Archives Personnelles (PAP), des activités ont été développées pour diffuser des collections de femmes, telles qu'Alba Zaluar (pt), Almerinda Farias Gama (pt), Alzira Vargas do Amaral Peixoto, Yvonne Maggie (pt), entre autres.